# Melior
Мелиор, реже Мельо (лат. Melior — «лучший») — несколько моделей самозарядных пистолетов, выпускавшихся бельгийской компанией Manufacture Liegeoise d'Armes a Feu Robar et Cie в нескольких модификациях до 1948 г. Данная компания первоначально называлась Robar & de Kerkhove, позднее название менялось несколько раз. Помимо  «Melior» фирма использовала и другие торговые марки, такие как: «Lincoln», «Jieffeco», «Liege», «Liegeoise», «Mercury», «Phoenix». Например пистолеты «Melior» могли продаваться также под маркой «Jieffeco», изначально принадлежавшей компании Jannsen Fils & Cie (Яннсен и сыновья).
Ранние «Мелиоры» (так называемые «старые модели») схожи с Browning M1900, поздние (так называемые «новые модели») напоминают Browning M1910, но имеют необычную конструктивную особенность — затвор (личинка) является отдельной деталью вставляемой внутрь кожуха, соединение затвора с кожухом выполняет внешний поперечный фиксатор, снабженный пружинной защёлкой. Этот фиксатор является одновременно прицельным приспособлением у пистолетов калибра 6,35 мм. У пистолетов калибра 7,65 мм и 9 мм К, защёлка находится сразу за целиком. Для начала разборки «Мельо» достаточно поднять защёлку и извлечь фиксатор из поперечного паза.

## Список моделей
- «Старая» модель калибра 7,65 мм. Габариты близки к оригинальному Browning M1900.

- «Старая» модель калибра 6,35 мм. Имея такой же внешний вид как модель калибра 7,65, по массо-габаритным показателям соответствует скорее Browning M1906.

- «Новая» модель калибра 7,65 мм или 9 мм К. Выпускались две слегка отличающиеся разновидности, обе могли использовать указанные калибры.

- «Новая» модель калибра 6,35 мм. 
  - Вариант 1: общая длина 122 мм, длина ствола 81 мм, вес 360 г., 6 патронов, автоматический предохранитель.
  - Вариант 2: общая длина 118,5 мм, длина ствола 81,5 мм, 6 патронов, автоматический предохранитель мог присутствовать, но не всех случаях.
  - Вариант 3: общая длина 102 мм, длина ствола 48 мм, вес 235 г., 5 патронов, автоматический предохранитель.

«Melior» «новой» модели был надёжным качественным оружием и имел коммерческий успех.